# Національний парк Лагуна-дель-Лаха
Національний парк Лагуна-дель-Лаха розташований у передгір'ях Анд регіону Біобіо в межах комуни Антуко, розташованої в однойменній провінції. У ньому є три природні пам'ятки: річка Лаха, вулкан Антуко і Лагуна-дель-Лаха.
Однією з особливостей, яка найбільше привертає увагу тих, хто відвідує парк, є залишки, які можна побачити неозброєним оком після бурхливих вивержень вулканів, які сталися кілька століть тому.
У минулому пеуенче, які населяли цю територію, використовували перевал Антуко для перевезення продуктів до аргентинських пампасів і назад.

## Флора
Рослинність парку в основному зосереджена в невеликих гірських кипарисових лісах, які є ендемічним видом і оголошені у стані вразливості. Крім того, в районах, де є джерела води і куди не надійшов вулканічний шлак, є такі види, як макі, дуб і нотро. Крім багатьох барвистих квітів, таких як кактуси, в основному на берегах річки Лаха можна побачити багато місцевої деревної рослинності. велика кількість у нальках (Gunnera tinctoria) і невеликих луках.

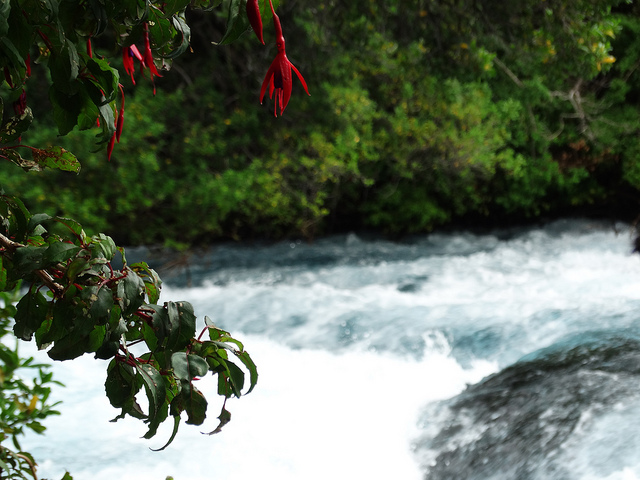
Берег річки Лаха
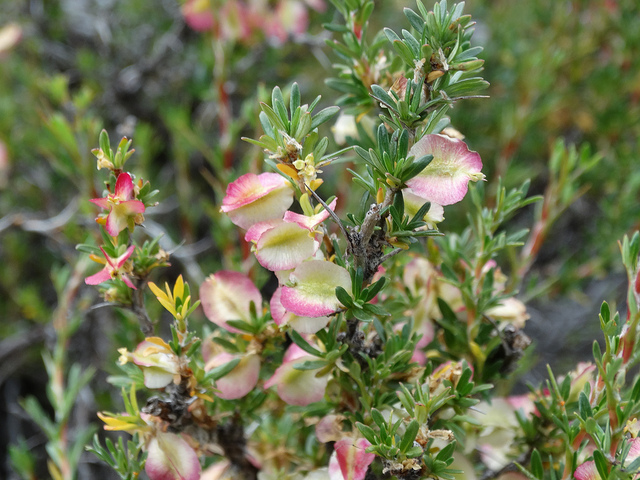
Дикі квіти на березі річки Лаха
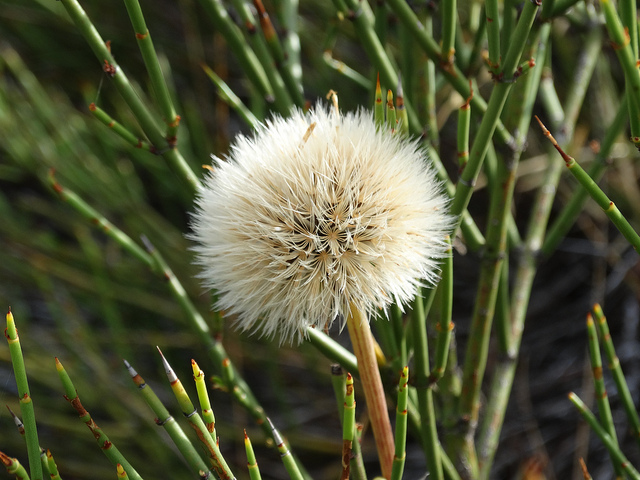
Дикі квіти
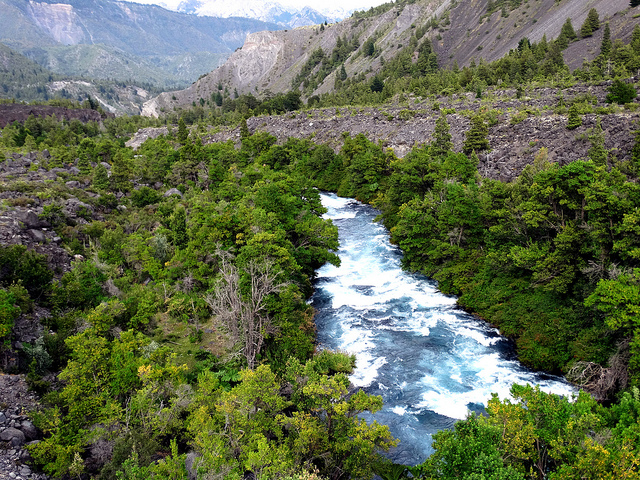
Річка Лаха, вид з оглядового майданчика, стежки в парку

## Тваринний світ
Дефіцит рослинності та несприятливі погодні умови не дозволили підтримувати в парку велику фауну. До ссавців належать віскачі, пуми та колоколо. Птахів трохи більше, серед найменших — рудочеревий атагіс та малий раядито, а серед найбільших — андійський кондор та агуя.
Однією з тварин, яку найважче знайти, є матуасто, охоронювана тварина, знайдена у вулканічних породах. Це нешкідлива ящірка, яка, коли її виявлять, не залишиться непоміченою, оскільки її розмір є одним із найбільших серед існуючих рептилій у світі. провінції, як і його будова тіла та барвиста шкіра.

Крім того, інше сімейство ящірок — це струнка ящірка (Liolaemus tenuis), яку легко відрізнити за барвистою шкірою, наприклад із зеленими, жовтими та синіми цятками. Її можна побачити в стовбурах дерев у її природному середовищі, де вона веде свій звичайний образ життя, наприклад, харчується комахами, які є в межах її досяжності. З цієї причини в зимовий період вони відпочивають без активності до приходу наступної весни, яка знову забезпечить їх винятковою їжею.

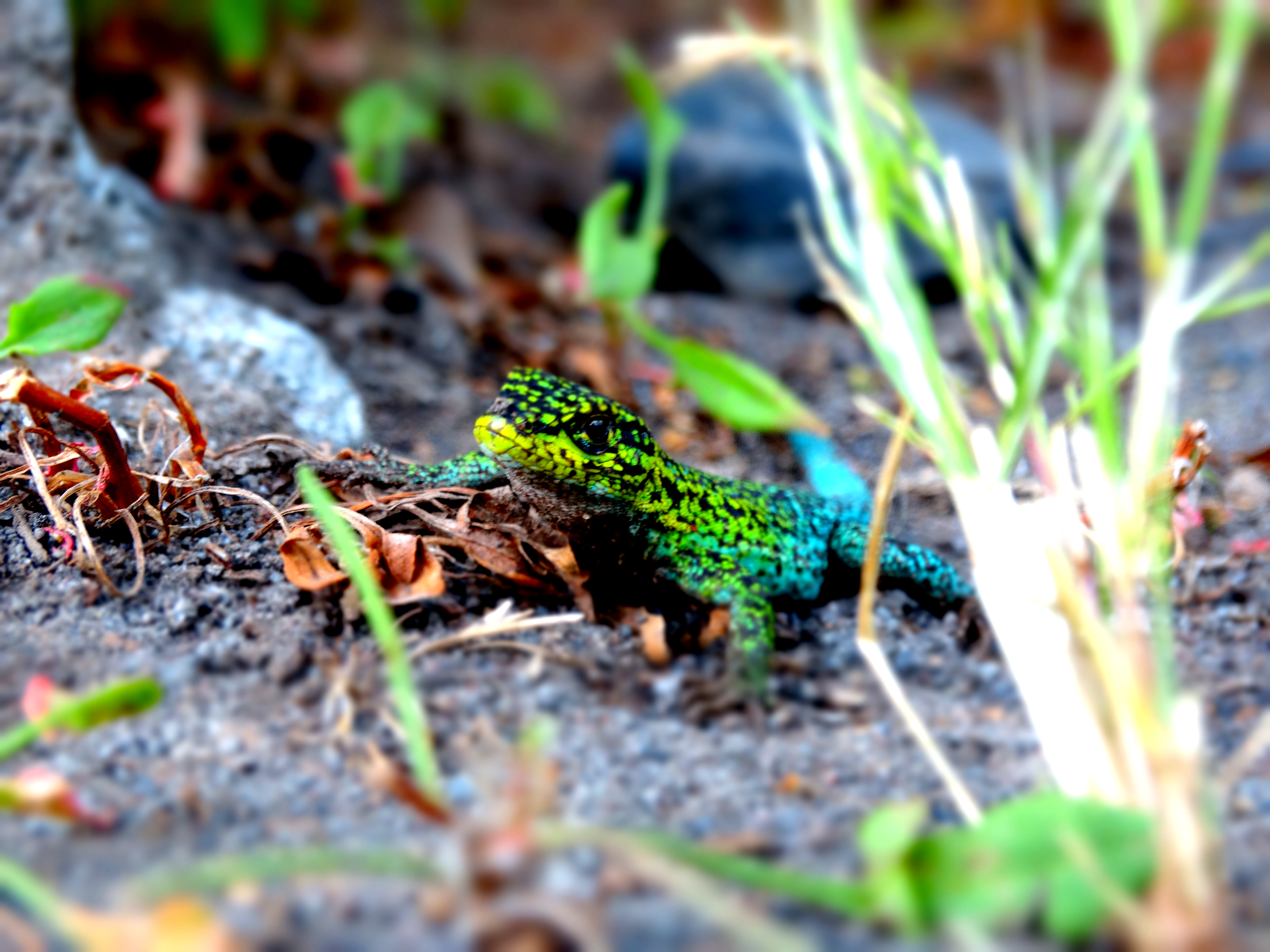
Струнка ящірка
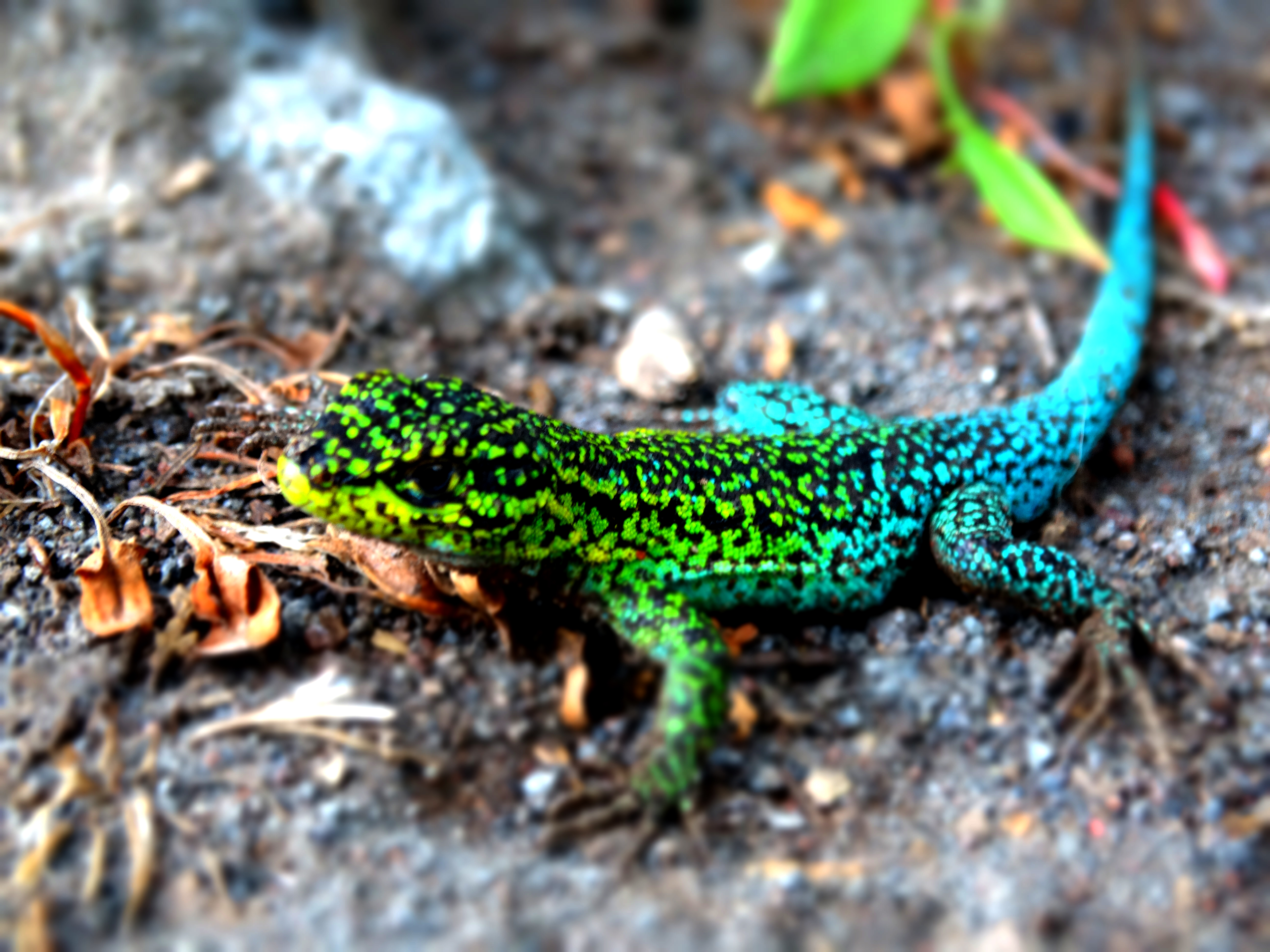
Повний вид тіла

## Пам'ятки
- Salto Las Chilcas: це одне з джерел річки Лаха
- Сальто-ель-Торбелліно: це інший водоспад, звідки народжується річка Лаха
- Вулкан Антуко: найвища площа в області з висотою 2985 м над рівнем моря
- Гірськолижний центр Antuco Volcano: має велику зону для катання на лижах із 2 бугельними підйомниками, звідки можна побачити Лагуна-дель-Лаха з великої висоти.
- Лагуна-дель-Лаха: лагуна, яка приймає води трьох лиманів і яка стікає під землю
- Sierra Velluda: місце, яке виділяється своїми вершинами та сніговими заметами. Його висота 3585 метрів над рівнем моря.
- Los Coigües: природна точка зору на вулкан Антуко
- Туристичний центр Parque Antuco: місця для кемпінгу та пікніка, будиночки, кафетерій, басейн www.parqueantuco.cl

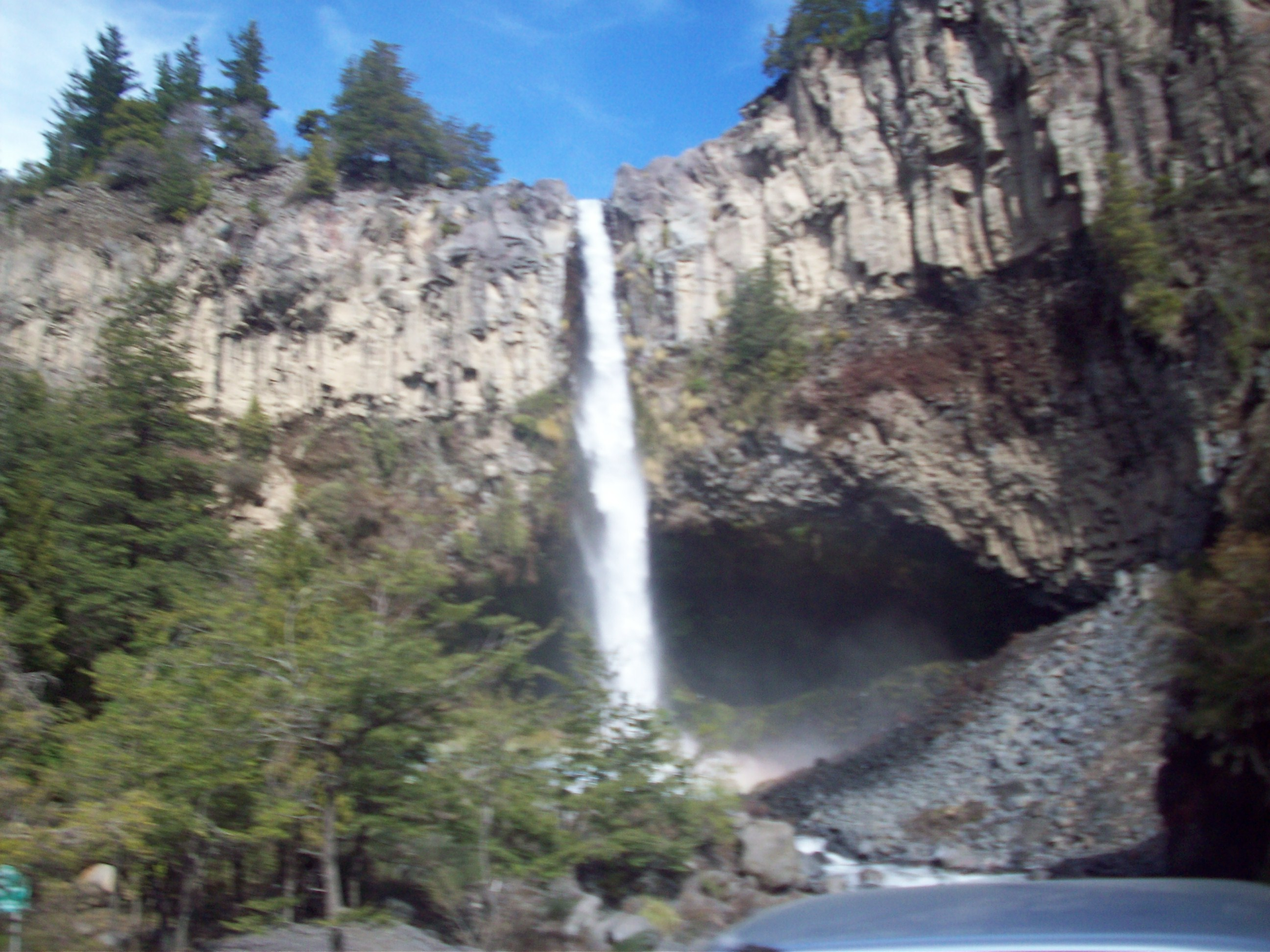
Один із водоспадів у парку
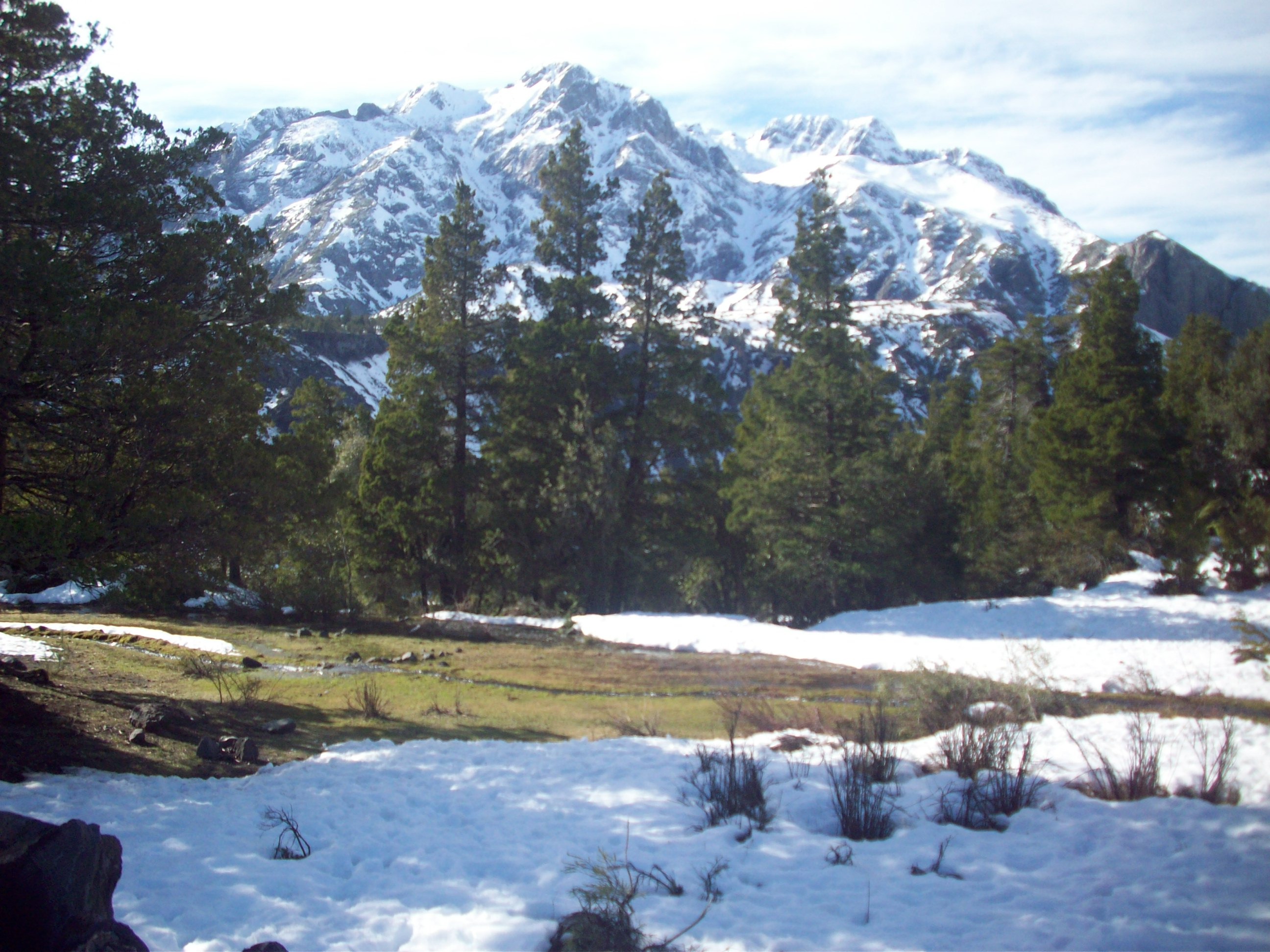
У парку
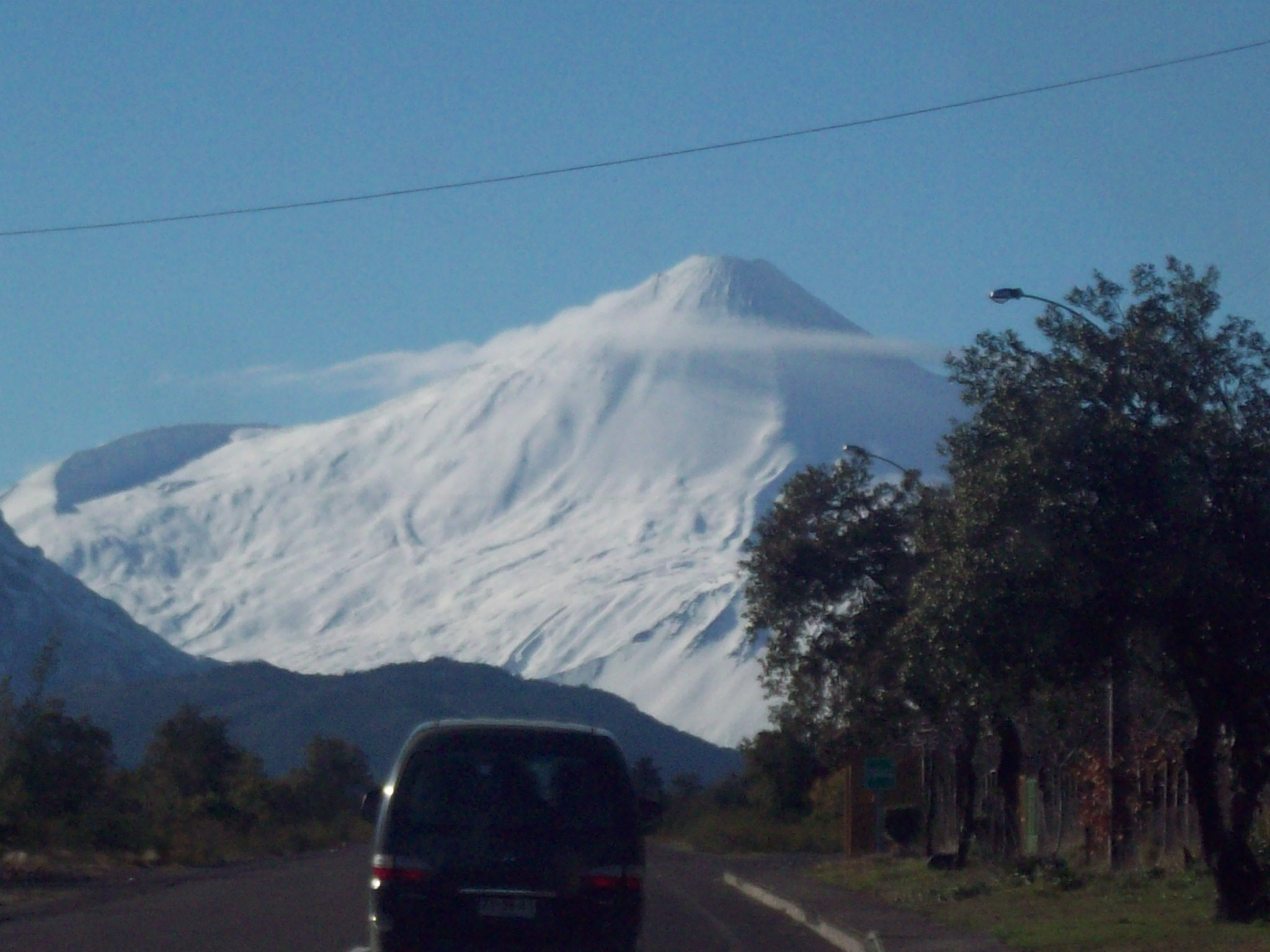
Вулкан Антуко

## Піші стежки

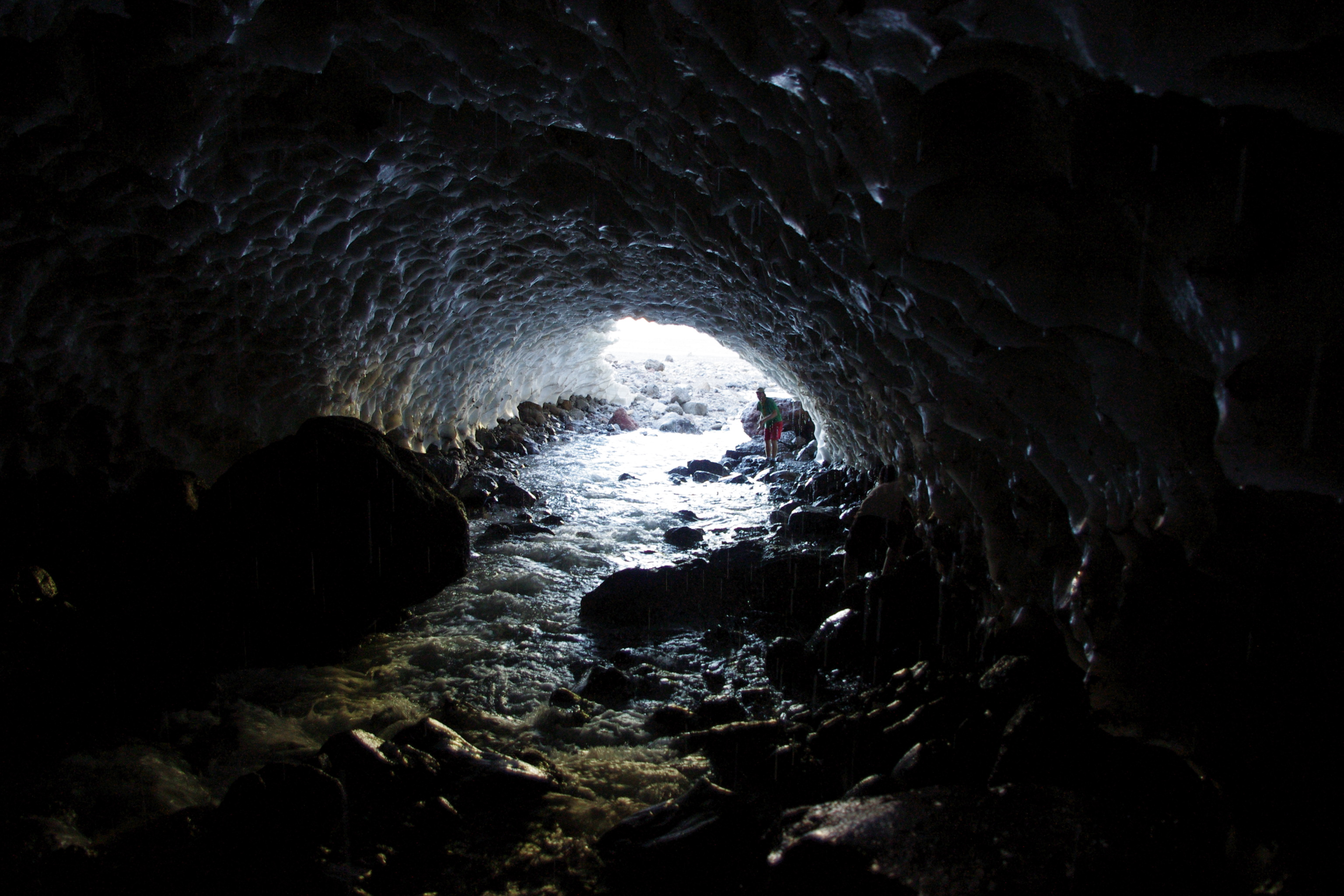
Крижані печери утворилися біля підніжжя Сьєрра Веллуда влітку.

В основному є дві стежки, придатні для піших прогулянок. Перший складається з ділянки Сендеро-де-Чилі, паралельної міжнародній трасі, яка починається біля входу в парк, перетинає «річку лави», проходить через Чакай, Лас-Чилкас і продовжує межувати з південним берегом лагуни, де можна спостерігати меморіальні дошки молодих людей, які загинули під час трагедії Антуко, аж до прибуття на військову базу «Лос-Баррос». Друга за інтенсивністю йде до сектора Laguna Verde, розташованого біля підніжжя Сьєрра Веллуда. Цей шлях починається за будинками, де живуть паркові рейнджери в південному напрямку. Після першого великого підйому є варіант відвідування «Meseta de los Zorros», який має природний оглядовий майданчик і сезонний лиман. Відновлюючи стежку, ми знову перетинаємо лавову річку, щоб потім досягти величезної рівнини близько 3 км, розташованої біля підніжжя Сьєрра Веллуда, звідки можна побачити висить льодовик і крижані печери влітку. Маршрут продовжується вздовж південного боку вулкана Антуко, що межує з річкою лави, проходячи через ліс Ленга до «Лос-Баррос».

## Доступ

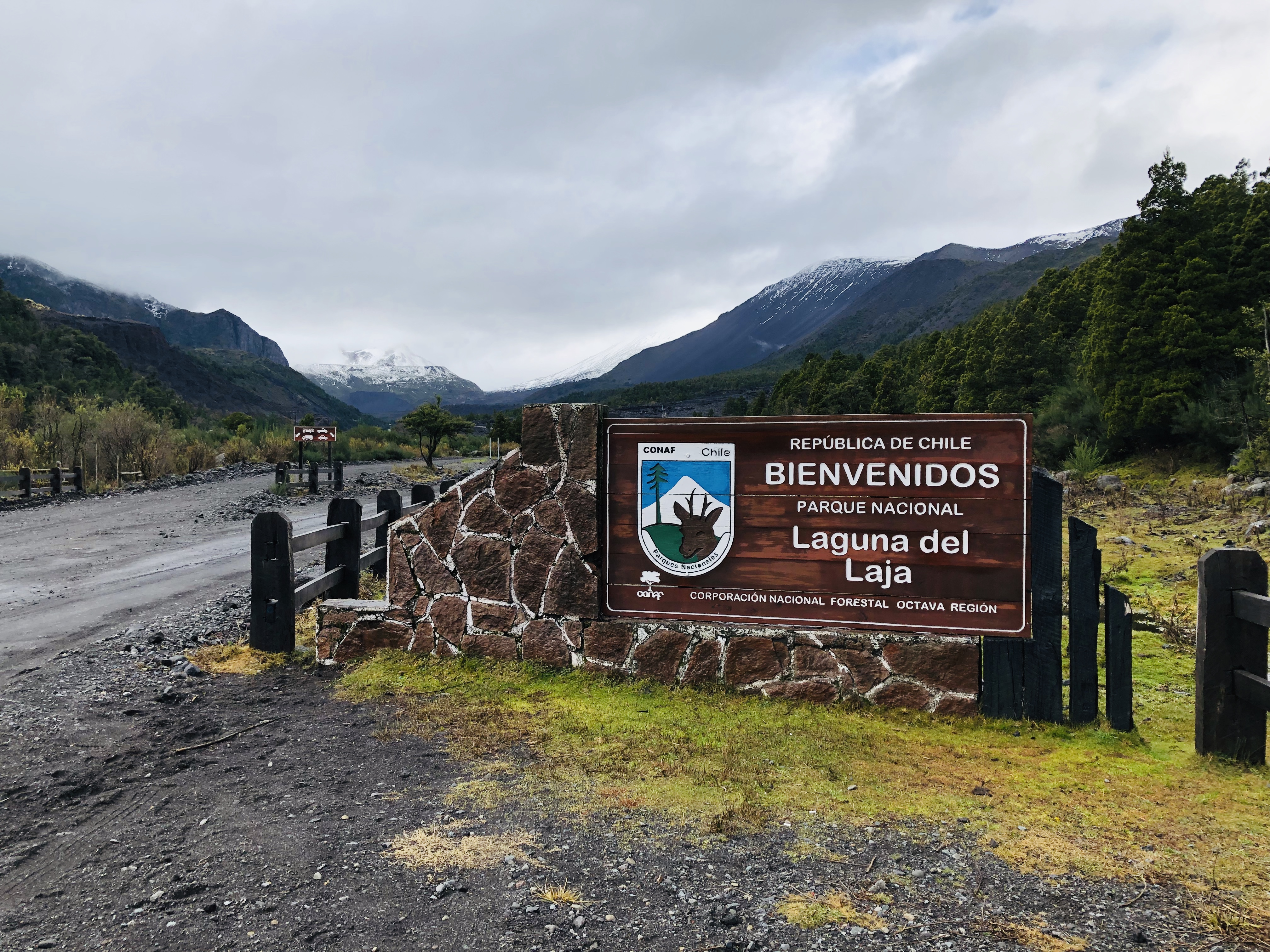
Вхід до парку Лагуна-дель-Лаха.

- Приватний автомобіль: з Лос-Анхелеса по дорозі до Антуко в напрямку Лагуна-дель-Лаха. До парку 93 км, більша частина асфальтована.
- Громадський транспорт: є сільська автобусна компанія, яка доїжджає до Абаніко (кінець тротуару), що відправляється з терміналу сільських автобусів Лос-Анхелеса (Islajacoop).

## Відвідувачі
Цей парк щороку приймає велику кількість відвідувачів, в основному чилійців та меншу кількість іноземців.
| рік      | 2007 рік | 2008 рік | 2009 рік | 2010 рік | 2011 рік | 2012 рік | 2013 рік | 2014 рік | 2015 рік | 2016 рік | 2017 рік | 2018 рік |
| -------- | -------- | -------- | -------- | -------- | -------- | -------- | -------- | -------- | -------- | -------- | -------- | -------- |
| чилійці  | 27,822   | 36,953   | 41,706   | 43 001   | 47,497   | 48,229   | 67,776   | 70 100   | 74,807   | 75,972   | 75,783   | 90,142   |
| іноземні | 472      | 569      | 643      | 712      | 774      | 608      | 704      | 787      | 658      | 498      | 470      | 567      |
| Всього   | 28,294   | 37,522   | 42,349   | 43,713   | 48,271   | 48,837   | 68 480   | 70,887   | 75,465   | 76 470   | 76,253   | 90,709   |